# Dagny (sång)
"Dagny" är en sång skriven av Owe Thörnqvist och utgiven av honom på EP 1958. Den handlar om Dagny, en servitris på konditoriet Café 7:an. Mot slutet av sången gör dess berättare och hans kompisar sig skyldiga till en av de sju dödssynderna, med tragiska följder.
En inspelning av Lalla Hansson låg under perioden 1 juli–9 september 1973 på Svensktoppen, med andraplats som högsta placering. Sången har också blivit vanlig som allsång i Sverige.
The Playtones framförde låten i Dansbandskampen 2009. De tog 2010 även med sin version på albumet Rock'n'Roll Dance Party.
Den har även framförts i hårdrocksversion av Flintstens med Stanley.
"Dagny" är en av titlarna i boken Tusen svenska klassiker (2009).

## Inspirationskälla
Lennie Norman har sagt att låten handlar om hans mor Dagny Knutsson under hennes tid som servitris i Uppsala.
Enligt två artiklar på Dagens Nyheters NoN-sida den 20 och 24 juni 2007 ska Dagny vara Aina Lindberg. Hon var under tre år servitris på Gunnars Konditori vid Stora torget i Uppsala. Hon slutade 1958, samma år som Dagny spelades in. I en av artiklarna öppnar även Lennie Norman för att det spåret är mera troligt.
Enligt en artikel i Upsala Nya Tidning publicerad den 28 augusti 2009 säger Owe Thörnqvist själv att han inspirerats till låten Dagny av en servitris på Kafé Sjuan (vilket överensstämmer med sångtexten) med adress Bredgränd 7 i Uppsala.